# Paraxenotettix rugulosa
Paraxenotettix rugulosa är en insektsart som först beskrevs av Vitaly Michailovitsh Dirsh 1956.  Paraxenotettix rugulosa ingår i släktet Paraxenotettix och familjen gräshoppor. Inga underarter finns listade i Catalogue of Life.